# Chlorek tionylu
Chlorek tionylu, SOCl
2 – nieorganiczny związek chemiczny z grupy chlorków kwasowych, pochodna kwasu siarkawego. W temperaturze pokojowej jest bezbarwną cieczą, dymiąca na powietrzu. Wykorzystywany w reakcjach chlorowania związków organicznych, m.in. podczas produkcji gazów bojowych.

## Budowa i właściwości
Cząsteczka chlorku tionylu ma budowę piramidalną, wskazującą na obecność wolnej pary elektronowej (w przeciwieństwie do fosgenu o budowie płaskiej).
Chlorek tionylu reaguje z wodą tworząc chlorowodór i dwutlenek siarki:
H
2O + SOCl
2 → 2HCl + SO
2
Jest bardzo reaktywny. W temperaturze około 140 °C ulega rozkładowi.

## Otrzymywanie
Podstawową metodą przemysłowej syntezy chlorku tionylu jest reakcja trójtlenku siarki z dwuchlorkiem siarki:
SO
3 + SCl
2 → SOCl
2 + SO
2
Inne metody otrzymywania:
SO
2 + PCl
5 → SOCl
2 + POCl
3
SO
2 + Cl
2 + SCl
2 → 2SOCl
2
SO
3 + Cl
2 + 2SCl
2 → 3SOCl
2

## Zastosowania

### Chemia organiczna
Chlorek tionylu jest szeroko stosowany w reakcjach chlorowania, np. do przekształcania kwasów karboksylowych w chlorki acylowe:

Otrzymywanie chlorków acylowych z kwasów karboksylowych
Reaguje z alkoholami dając odpowiednie chlorki alkilowe:

Otrzymywanie chlorków alkilowych z alkoholi
W reakcji tej w pierwszym etapie powstaje ester chlorosulfinylowy R−O−SOCl, który rozpada się do chlorku i SO
2:
R−OH + SOCl
2 → R−O−SOCl + HCl → R−Cl + SO
2
Ze względu na to, że produktami ubocznymi chlorowania za pomocą chlorku tionylu są gazy (HCl i SO
2), a nadmiar SOCl
2 można usunąć przez destylację, procedura oczyszczania właściwego produktu jest zwykle prostsza niż w przypadku chlorowania za pomocą pięciochlorku fosforu.
Z 1,2-aminoalkoholami reaguje z wytworzeniem cyklicznych sulfamidów, natomiast gdy grupy −OH i −NH
2 są bardziej oddalone, grupa hydroksylowa ulega substytucji atomem chloru, a z aminowej powstaje amid, jak np. w pierwszym etapie otrzymywania bicifadyny (leku przeciwbólowego):

Synteza bicifadyny

### Chemia nieorganiczna
Chlorek tionylu stosuje się do otrzymywania bezwodnych chlorków metali z soli uwodnionych:
MCl
n·mH
2O + mSOCl
2 → MCl
n + mSO
2 + 2mHCl

### Baterie litowe
Chlorek tionylu wykorzystuje się także w ogniwach o zastosowaniach specjalnych.
Chlorek tionylu jest składnikiem ogniw litowo-chlorkowo tionylowych jako elektroda dodatnia (katoda), z metalicznym litem jako elektrodą ujemną (anodą). Reakcja zachodząca w czasie rozładowywania ogniwa to:
4Li + 2SOCl
2 → 4LiCl + S + SO
2
Ogniwa te mają wiele zalet nad innymi rodzajami litowych ogniw pierwotnych, między innymi wysoką gęstość energii, szeroki zakres temperatur pracy i dużą trwałość, jednakże ich wysoka cena i kwestie bezpieczeństwa ograniczają ich zastosowanie. Zawartość tych ogniw jest wysoce toksyczna i wymaga specjalnych procedur utylizacji, dodatkowo istnieje ryzyko eksplozji ogniwa w wyniku zwarcia.